# Kaplice (stacja kolejowa)
Kaplice – stacja kolejowa w miejscowości Kaplice, w kraju południowoczeskim, w Czechach. Znajduje się na wysokości 605 m n.p.m.. Położona jest około 5 km na północ od centrum miejscowości, przy drodze krajowej nr 3.
Na stacji istnieje możliwości zakupu biletów i rezerwacji miejsc.

## Linie kolejowe
- 196 České Budějovice - Summerau